# Michał Podoski (ur. 1756)
Michał Podoski herbu Junosza (ur. w 1756 roku) – szambelan Stanisława Augusta Poniatowskiego w 1777 roku.
Był synem kasztelana sierpeckiego Tymoteusza i Anny Wiktorii z Rupniewskich.